# Dom van Nordhausen
De Dom van Nordhausen (Duits: Nordhäuser Dom; ook Dom zum Heiligen Kreuz Nordhausen) bevindt zich in Nordhausen in het noorden van de deelstaat Thüringen. Naast de Erfurter Dom is het de enige kerk van het bisdom Erfurt die officieel de naam dom draagt, ook al was de kerk tot de secularisatie een stiftskerk en is het nooit een kathedraal van een bisschopszetel geweest. De titel Zum Heiligen Kreuz heeft betrekking op het bezit van een splinter van het Heilig Kruis van Christus. Sinds de reformatie is het de enige katholieke kerk van de stad Nordhausen.

## Geschiedenis

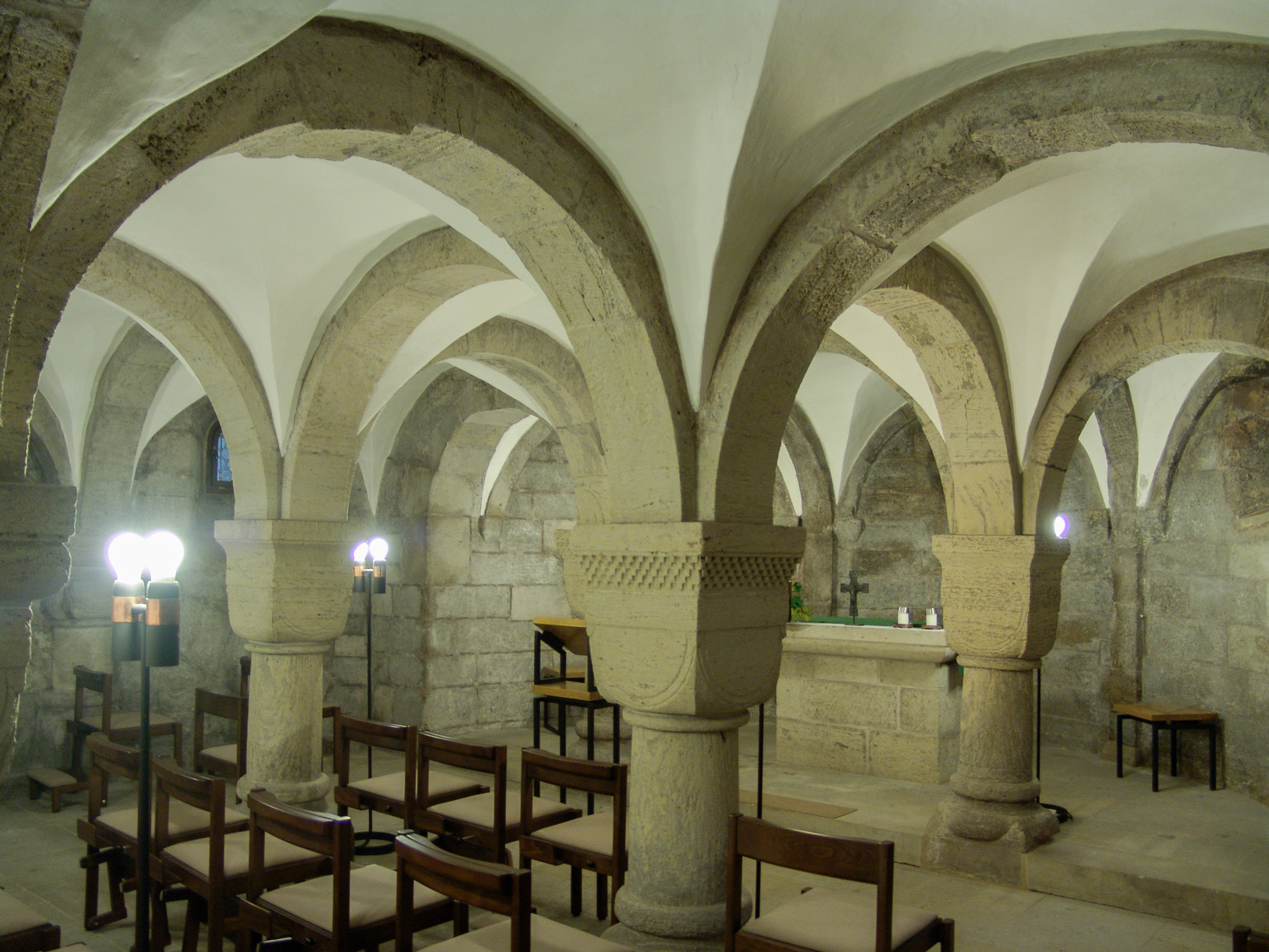
Crypte

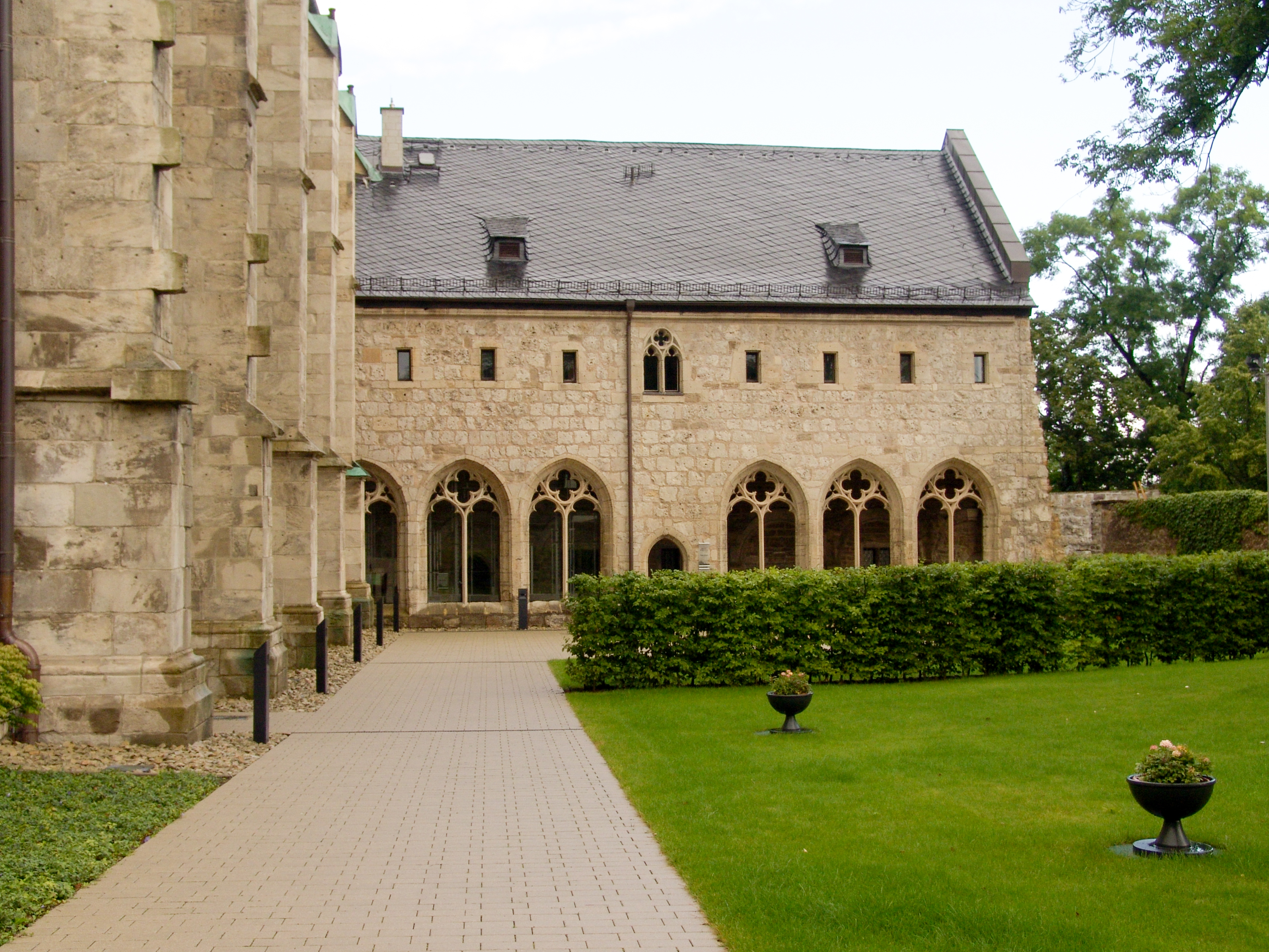
Kapittelhuis

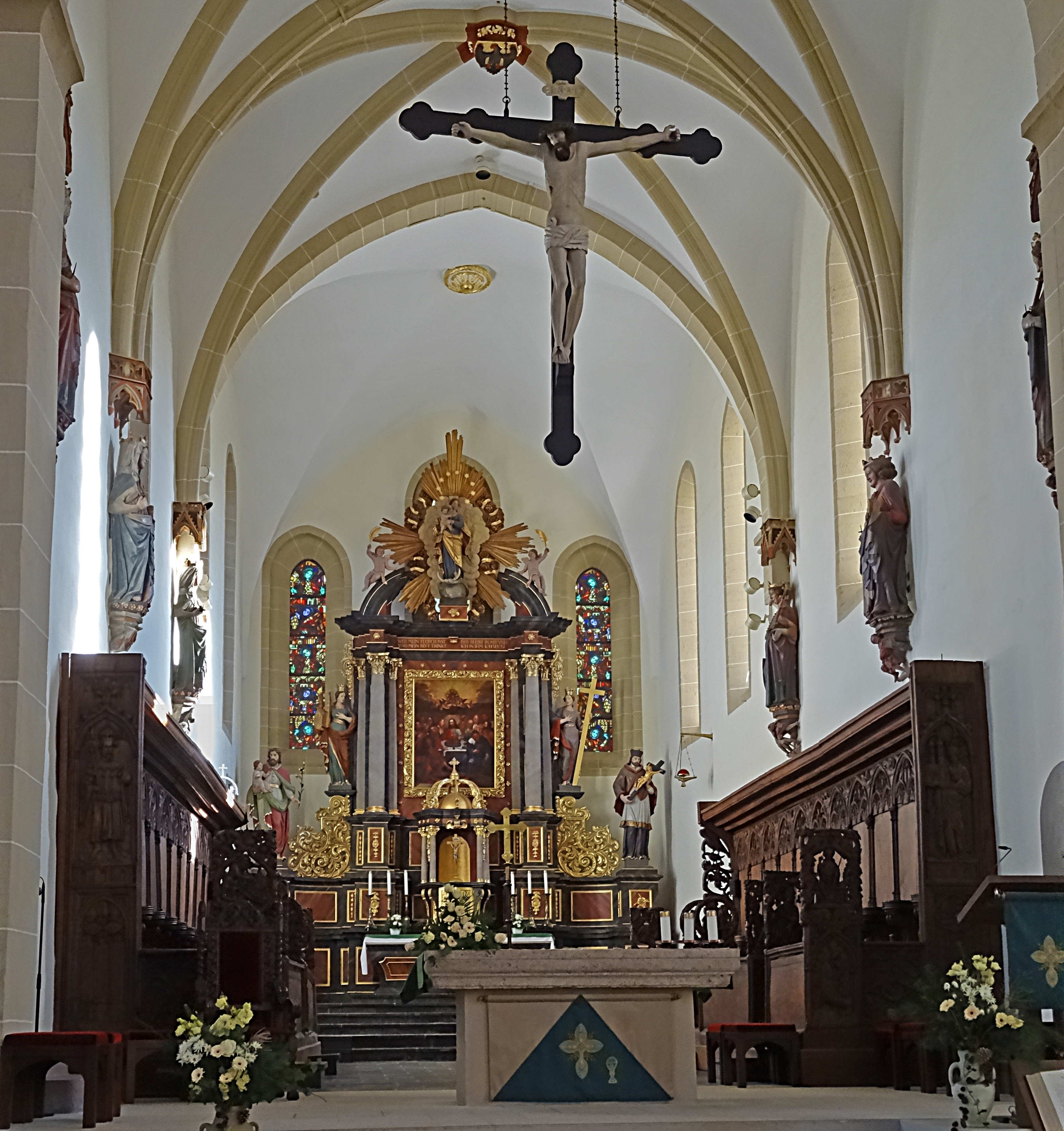
Priesterkoor

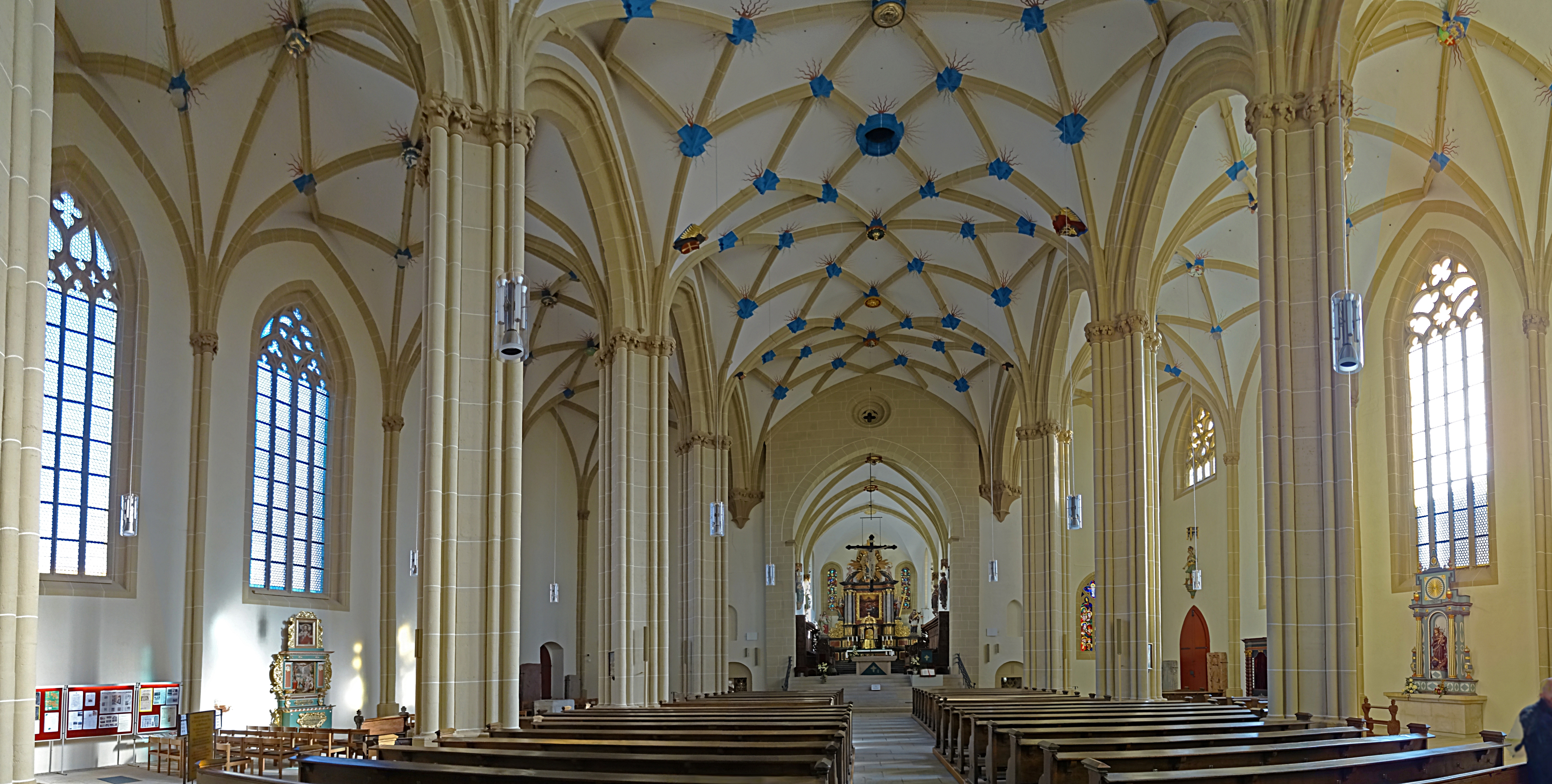
Overzicht interieur

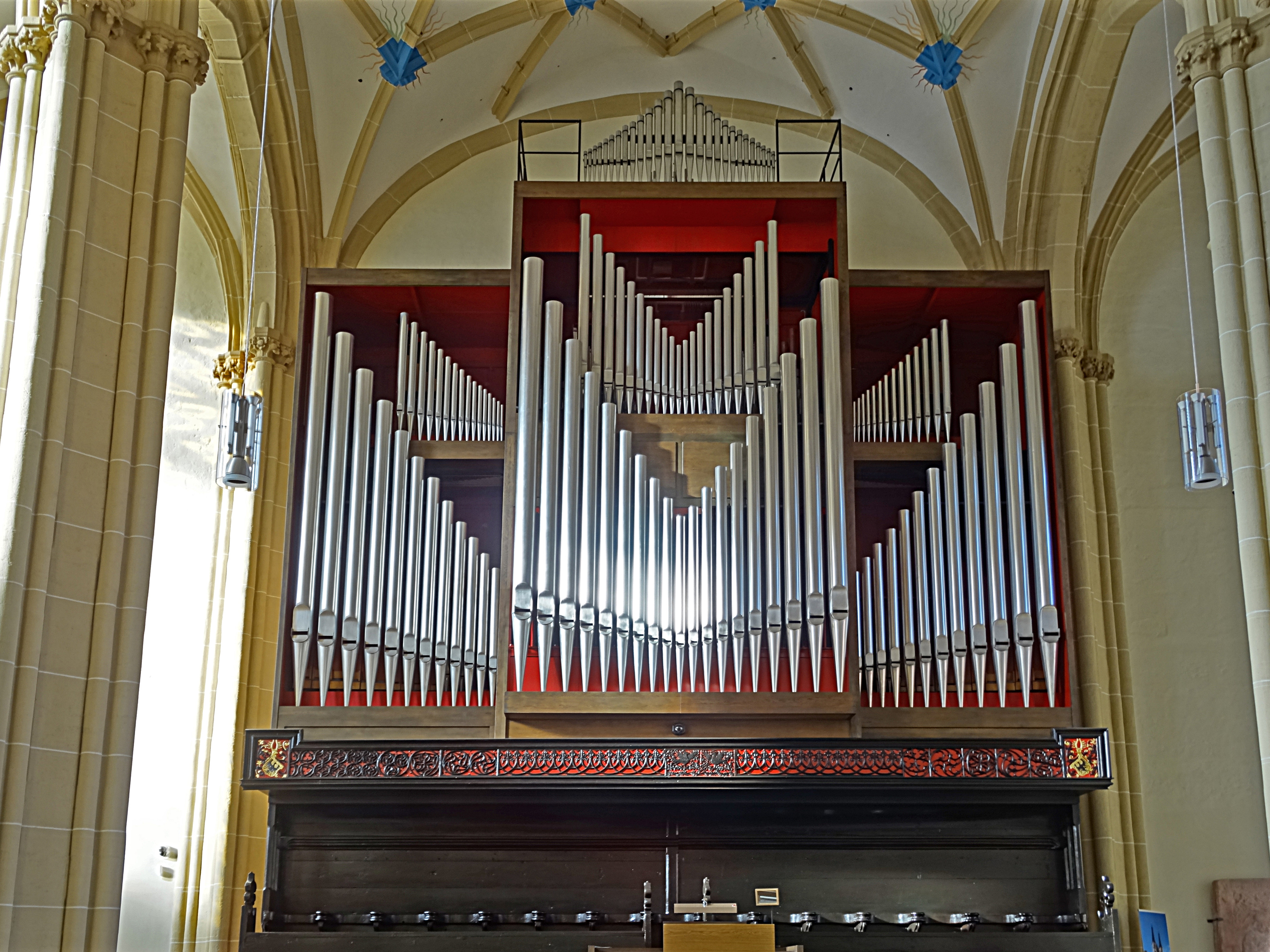
Orgel

In 961 werd door koningin Mathilde een stift voor koorvrouwen gesticht. Van het oorspronkelijke kerkgebouw zijn geen resten gevonden. Blijkbaar werd het gebouw in de eerste helft van de 12e eeuw veranderd en mogelijk ook vergroot. Van deze verbouwing bleven de onderste delen van de oostelijke torens en de crypte bewaard. In 1220 werd het damesstift in een koorherenstift veranderd. 
In 1250 volgde een nieuwe verbouwing. Nu werd er een nieuw, vroeggotisch koor met een beeldencyclus van de stichters gebouwd. 
Met het uitbreken van de Dertigjarige Oorlog kwam er een einde aan de bloei van het stift en trad er verarming in, zodat men zich in 1675 gedwongen zag het kostbare reliquarium van het Heilig Kruis aan Duderstadt te verkopen. Pas met de viering van het duizendjarig bestaan van de stad Nordhausen in 1927 kreeg de domkerk weer een kruisrelikwie.
Het stift werd in 1810 als gevolg van de secularisatie opgeheven en de stiftkerk werd nu een gewone parochiekerk. 
Tijdens een Britse luchtaanval op Nordhausen op 4 april 1945 leed ook de dom aanzienlijke schade. De brand die volgde verwoestte het steile dak boven het kerkschip en ook de vensters werden vernietigd. Na de oorlog werd er eerst een nooddak geplaatst, maar in 1965 begon men met het bouwen van het dak in de oude vorm. Het interieur werd in de jaren 1970 gesaneerd en in de jaren 2000-2008 volgde de restauratie van het bouwwerk.

## Beschrijving
De Dom van Nordhausen bezit zowel stijlkenmerken van romaanse als gotische architectuur. Romaans zijn de beide toren en delen van de kruisgang. De crypte uit 1130 is eveneens romaans. Gotisch zijn het kerkschip en het kapittelhuis van het stift aan de noordelijke zijde van het kerkschip. De crypte meet 7,4 meter bij 6,7 meter en heeft een kruisgraatgewelf. In de crypte staat de oudste grafsteen van Nordhausen uit het jaar 1327 opgesteld. Het betreft de steen van graaf Frederik van Bielas.    
De vroeggotische koorruimte ontstond tussen circa 1230 en 1267 (wijdatum) en kent invloeden van de cisterciënzer vroege gotiek. Op de muren van het koor werden rond 1290 beelden van de stichters van de dom opgesteld. Daaronder zijn Hendrik I en zijn vrouw Mathilde, Otto I (zoon van Hendrik en Mathilde), Adelheid (gemalin van Otto I), Otto II (zoon van Otto I) en diens vrouw Theophanu. Ook in het koor staat het van eikenhout gemaakte koorgestoelte uit ± 1380. Het hoogaltaar stamt uit 1726. Oorspronkelijk stond hier een gotisch vleugelaltaar, dat echter in de Dertigjarige Oorlog vernietigd werd. Het centrale schilderij van het altaar toont het Laatste Avondmaal, daarboven staat een beeld van een Madonna met Kind in een stralenkrans. Een van de vier beelden naast het altaar stelt koningin Mathilde voor. Het laatgotische kerkschip werd rond 1450 gebouwd, maar niet volledig overwelfd.

## Orgel
Op de westelijke galerij staat een orgel van de orgelbouwer Johannes Klais Orgelbau GmbH & Co. KG uit Bonn, dat op 30 november 1996 werd ingewijd. Oorspronkelijk werd het orgel in 1964 als concertzaalorgel voor de Kasseler Stadthalle gebouwd. Om de specifieke orgelklank voor de akoestische verhoudingen in de dom beter tot zijn recht te laten komen werd het register praestant 16' toegevoegd. De dispositie van het orgel bestaat uit 56 registers.

## Klokken
In de torens van de domkerk hangen in totaal vier klokken. In de zuidelijke toren hangen de Mariaklok van 1496 en een niet luidende slagklok uit 1477. De noordelijke toren huisvest de Maria- en Noodhelpersklok en de Mathildeklok, die beide in 1961 in Apolda werden gegoten.  
| Nr. | Naam                   | Gietjaar | Gieter, gietplaats      | Doorsnee (mm) | Gewicht (kg) | Nominaal (HT-1/16) |
| 1   | Benigna (Marienglocke) | 1496     | Claus Misner            | 1460          | etwa 2000    | cis1 -2            |
| 2   | Mathilde               | 1961     | Gebr. Schilling, Apolda | 1260          | etwa 1200    | e1 -8              |
| 3   | Maria und Nothelfer    | 1961     | Gebr. Schilling, Apolda | 990           | etwa 600     | gis1 -2            |
| 4   | Slagklok               | 1477     | onbekend                | 640           | etwa 120     | ~ f2               |